# Flamant des Caraïbes
Phoenicopterus ruber
Espèce
Statut de conservation UICN

 LC  : Préoccupation mineure
Statut CITES
Le Flamant des Caraïbes (Phoenicopterus ruber), est une espèce d'oiseaux de la famille des Phoenicopteridae. Il est également appelé Flamant de Cuba ou Flamant rouge, est une espèce de flamants, proche du Flamant du Chili.

## Dénominations
Le Flamant des Caraïbes est aussi appelé Flamant de Cuba et Flamant rouge. Autrefois, cette espèce était considérée comme une sous-espèce du Flamant rose, sous le nom Phoenicopterus ruber roseus.

## Caractéristiques
C'est un oiseau de grande taille, qui mesure entre 120 et 145 cm de haut (la femelle étant généralement plus petite que le mâle), et dont la masse varie de 2 à 4 kg.
Comme pour les autres espèces de flamants, la couleur du plumage est plus ou moins intense et liée à l’alimentation des oiseaux. La couleur vient des pigments caroténoïdes présents dans les algues et les crustacés qu'ils consomment. Son plumage est d'un rose plus vif que celui de tous les autres flamants, tirant sur le rouge, ce qui lui vaut le nom de flamant rouge. Les rémiges de l’extrémité de l’aile et le dessous de l'aile sont noires, les pattes sont roses avec des articulations rouges, et le bec est rosé avec l’extrémité noire.

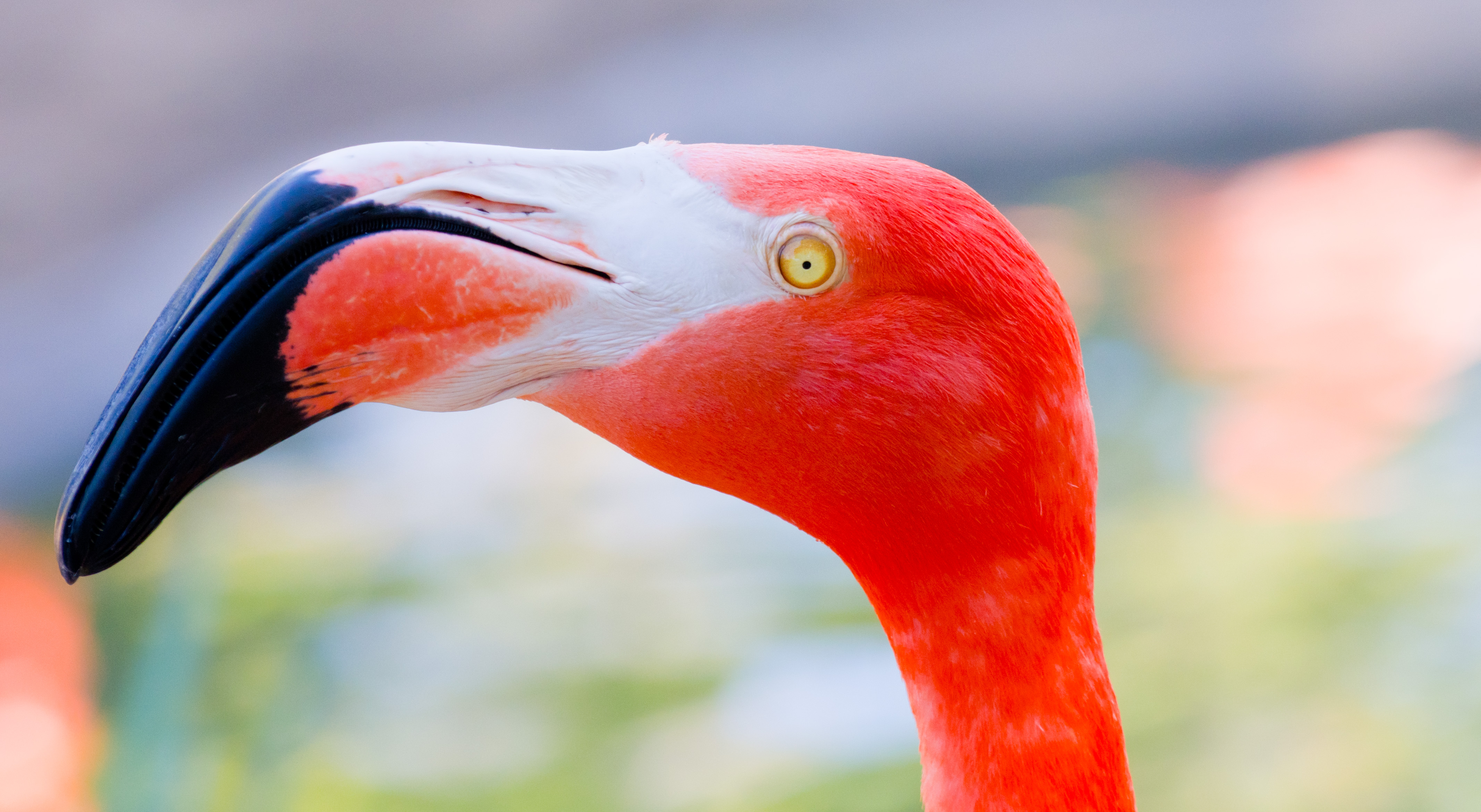
Aspect de la tête
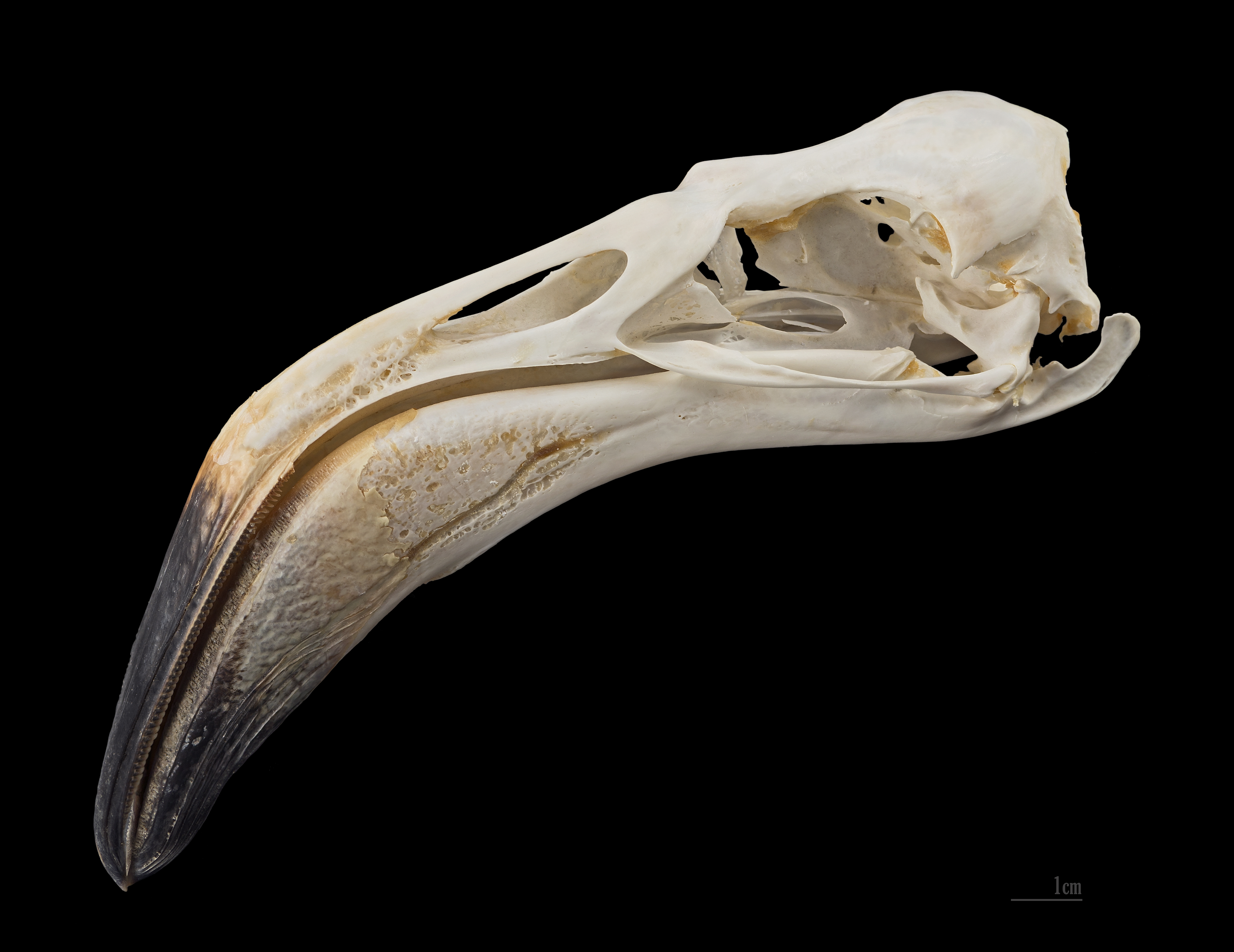
Crâne (Muséum de Toulouse)

## Écologie et comportement

### Alimentation
Son régime alimentaire est constitué de diverses formes larvaires aquatiques et de petites crevettes, que le flamant filtre dans la boue avec son long bec recourbé.

### Reproduction

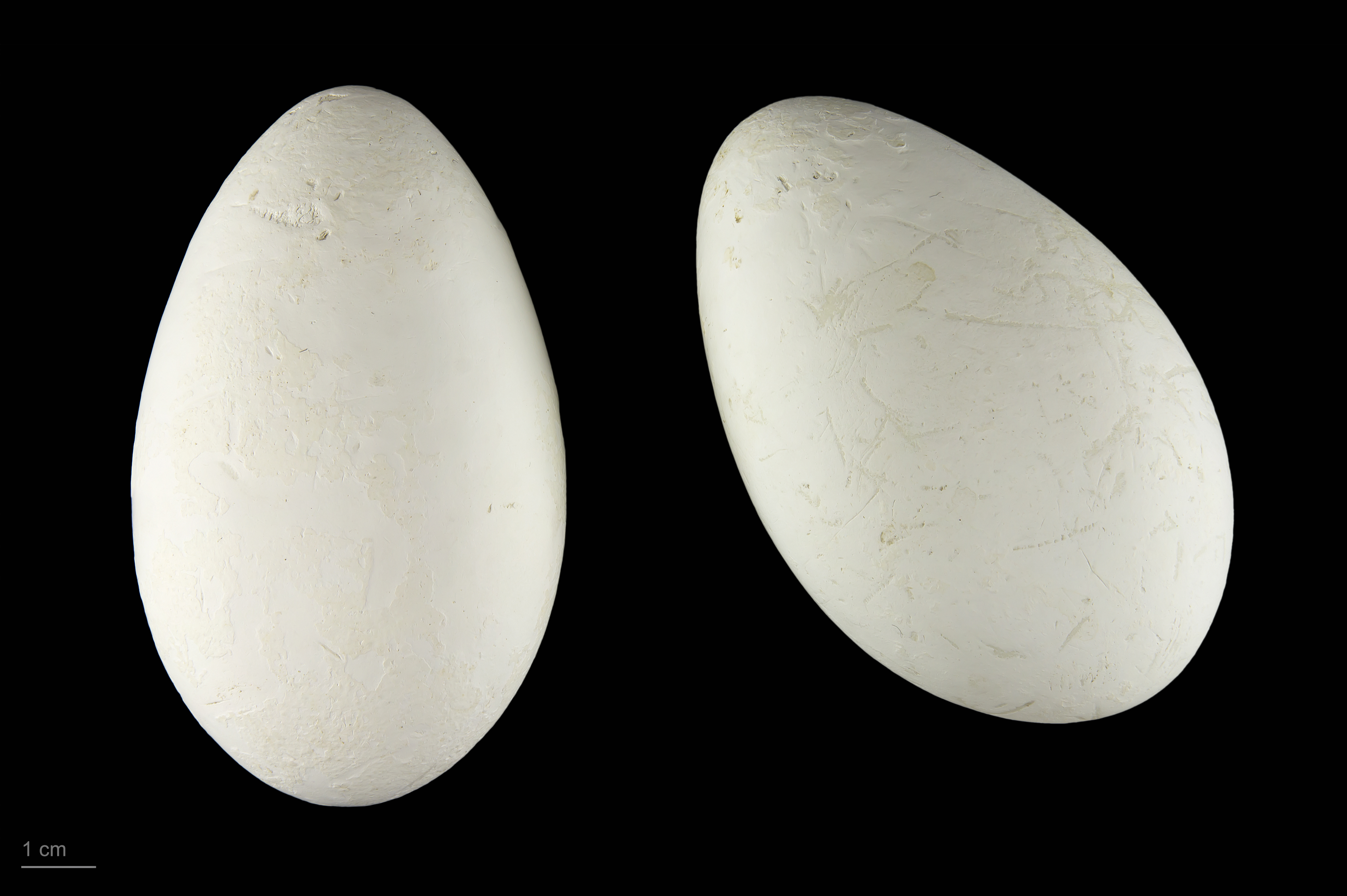
œufs de Phoenicopterus ruber - Muséum de Toulouse

La nidification se produit en général en bordure de zone humide, les oiseaux se servant de boue et de débris végétaux pour réaliser leurs nids. Ces derniers, qui atteignent de 40 à 50 cm de haut, ont une forme conique au sommet de laquelle est aménagé un réceptacle qui sert à recueillir l'unique œuf qui sera pondu. Cet œuf possède une coquille externe de couleur blanc mat à l'aspect crayeux.
L’incubation, qui dure environ quatre semaines, voit l'éclosion de l'œuf et la naissance d'un petit au bec rose et au duvet blanc, rapidement remplacé par un plumage entièrement gris.
Les jeunes sont nourris par les parents qui régurgitent un lait de jabot ou leur apportent des aliments directement dans le bec.

## Habitat et répartition

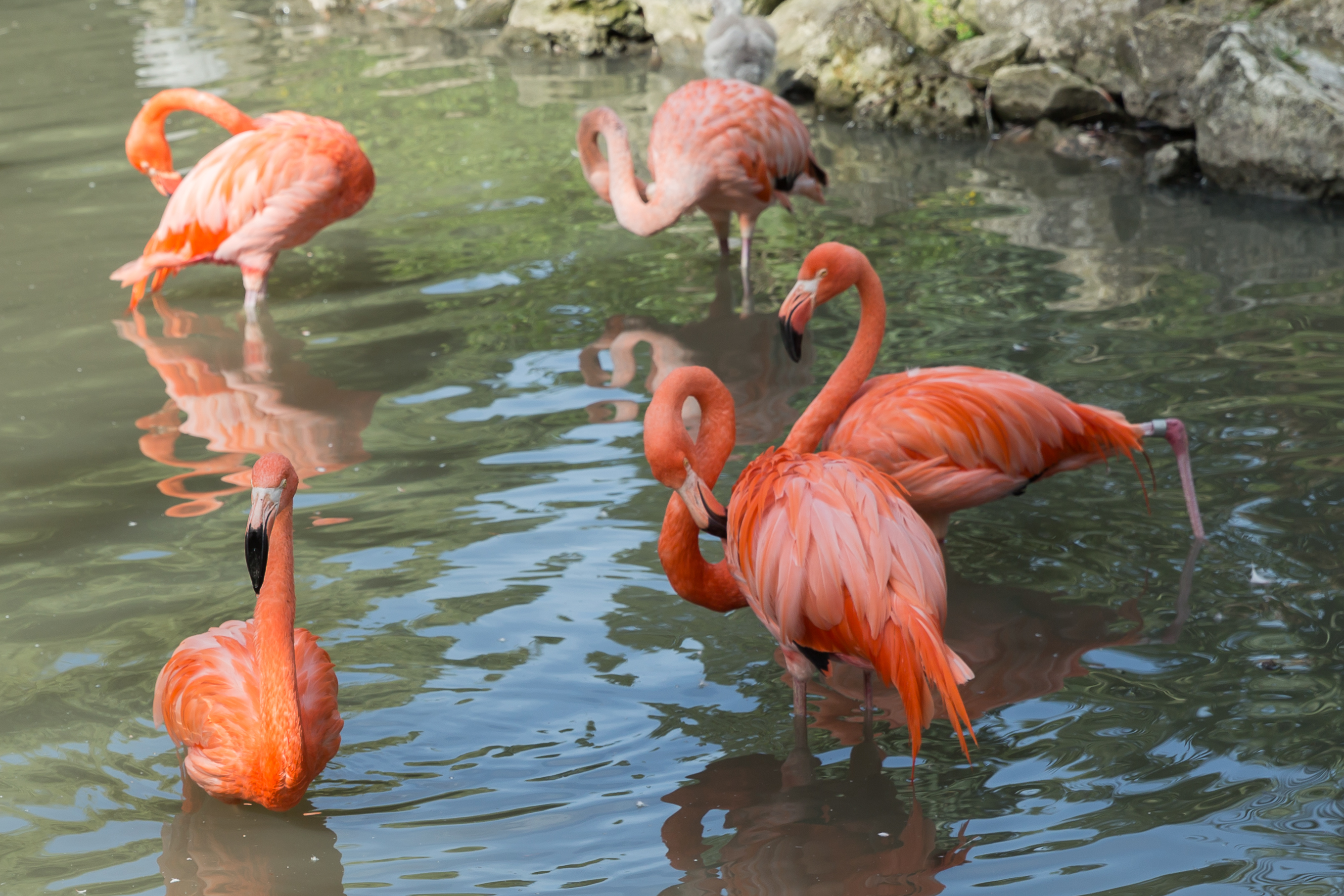
Phoenicopterus ruber (Flamant des Caraïbes) au ZooParc de Beauval à Saint-Aignan-sur-Cher, France.

Cette espèce vit sur le continent américain, entre les Antilles, la Floride, les Bahamas, les Galápagos, le nord de l’Amérique du Sud, le Yucatán et les Caraïbes. Sa population est estimée à environ 90 000 individus.

## Classification
L'espèce a été décrite  par le naturaliste suédois Carl von Linné en 1758.